# The Matrix: Original Motion Picture Score
The Matrix: Original Motion Picture Score – jeden z dwóch albumów ze ścieżką dźwiękową do filmu Matrix.

## Lista utworów
1. Main Title/Trinity Infinity
2. Unable to Speak
3. The Power Plant
4. Welcome to the Real World
5. The Hotel Ambush
6. Exit Mr. Hat
7. A Virus
8. Bullet-Time
9. Ontological Shock
10. Anything Is Possible